# Сан-Джованни-ин-Конка
Сан-Джованни-ин-Конка (итал. La cripta di San Giovanni in Conca — крипта церкви Святого Иоанна в котловине) — руины крипты несохранившейся раннехристианской базилики в Милане, северная Италия. Расположены в центре площади Миссори (Piazza Missori). Базилика была построена в позднеримский период между V и VI веками, перестроена в Средние века в романском стиле. Первоначально церковь была посвящена четырём евангелистам, отсюда её раннехристианское латинское название «Basilica evangeliorum», позднее была посвящена апостолу и евангелисту Иоанну. Термин «в Конке» относится к углублению в земле, месте, на котором была построена церковь. Базилика была снесена в период с 1948 по 1952 год из-за прокладки новых дорог.

## История
Базилика располагалась в жилом квартале древнего города. Остатки мозаичного пола этого оригинального здания сейчас находятся в Археологическом музее Милана.
Церковь была перестроена в XI веке, но была разрушена войсками Фридриха Барбароссы в 1162 году. Она была снова реконструирована в XIII веке и затем стала частной капеллой правителей Милана герцогов Висконти. Бернабо Висконти соединил капеллу со своим новым грандиозным дворцом; позднее там же был похоронен. Но гробница была перенесена и ныне находится в замке Кастелло Сфорцеско вместе с памятником его супруге Реджине делла Скала.
В 1531 году герцог Франческо II Сфорца подарил церковь кармелитам, которые построили колокольню; в XIX веке она использовалась как астрономическая обсерватория. В 1683 году в церкви был похоронен живописец Джованни Гизольфи, мастер пейзажей с архитектурными фантазиями и античными руинами. Церковь была заново освящена австрийцами, но закрыта французами в конце XVIII века.
В 1879 году церковь была укорочена ради постройки улицы Виа Мадзини; по этому случаю к апсиде был пристроен готический фасад. Затем остатки базилики Сан-Джованни-ин-Конка были проданы вальденсам, которые, когда церковь была окончательно снесена в 1949 году, восстановили фасад своей новой церкви на Виа Франческо Сфорца. Однако работы по сносу были остановлены незадолго до их окончания, в результате сохранились крипта и остатки апсиды.

## Останки церкви
Руины Сан-Джованни-ин-Конка представляют собой единственный сохранившийся образец романской крипты в Милане. В нём хранятся археологические находки, иллюстрирующие историю церкви. Над бывшей криптой базилики сохранились остатки стен апсиды с одним многостворчатым окном и глухими арками, типичными для ломбардо-романского стиля.
Сохранившиеся произведения из церкви, которые сейчас находятся в замке Сфорцеско, включают, помимо двух погребальных памятников, две скульптурные фигуры сцены Благовещения (XI век), несколько романских капителей и фрески XIV века.
- Остатки апсиды церкви на Пьяцца Миссори
- Романская крипта церкви
- Крипта
- Фундамент апсиды
- Фрагмент скульптуры
- Надгробие Бернабо Висконти. Бонино да Кампионе. XIV в. Музей древнего искусства, Кастелло Сфорцеско
- Фасад церкви вальденсов на Пьяцца Миссори. Между 1945 и 1950 гг.
- Фасад церкви вальденсов